# Landstingsvalen i Sverige 1942
Landstingsvalen i Sverige 1942 genomfördes söndagen den 20 september 1942. Vid detta val valdes landsting för mandatperioden 1943–1946 i samtliga län. Valet påverkade också på sikt första kammarens sammansättning.

## Valresultat
| Parti                | Parti                        | Röster             | Röster | Röster | Mandatfördelning | Mandatfördelning |
| Parti                | Parti                        | Antal              | %      | +− %   | Antal            | +−               |
| -------------------- | ---------------------------- | ------------------ | ------ | ------ | ---------------- | ---------------- |
|                      | Socialdemokraterna           | 1 147 528          | 50,1   | +0,6   | 611              | -24              |
|                      | Bondeförbundet               | 380 851            | 16,6   | +0,7   | 211              | +35              |
|                      | Högerns riksorganisation     | 361 116            | 15,8   | -0,8   | 184              | -10              |
|                      | Folkpartiet                  | 281 295            | 12,3   | +-0    | 130              | +3               |
|                      | Sveriges kommunistiska parti | 109 224            | 4,8    | +1,6   | 18               | +3               |
|                      | Övriga partier               | 10 298             | 0,4    | —      | 0                | —                |
| Antal giltiga röster | Antal giltiga röster         | 2 290 312          | 100,0  |        | 1 154            | +5               |
| Ogiltiga röster      | Ogiltiga röster              | 6 634              |        |        |                  |                  |
| Totalt               | Totalt                       | 2 296 946 (66,0 %) |        |        |                  |                  |